# Az én fiam
Az én fiam (eredeti cím: My Son) 2021-ben bemutatott misztikus thriller, amelyet Christian Carion írt és rendezett. A film a 2017-es Az én fiam című francia film angol nyelvű remake-je, a főszerepekben James McAvoy és Claire Foy látható.

## Rövid történet
A Felföldön autózva Edmond Murray-t sírva hívja fel volt felesége. Hétéves fiuk eltűnt egy kempingből. Hamarosan kiderül, hogy a gyermeket elrabolták, és a szülők kétségbeesnek.

## Szereplők
| Szerep        | Színész       | Magyar hang  |
| ------------- | ------------- | ------------ |
| Edmond Murray | James McAvoy  | Hevér Gábor  |
| Joan Richmond | Claire Foy    | Sipos Vera   |
| Roy felügyelő | Gary Lewis    | Epres Attila |
| Frank         | Tom Cullen    | Pál András   |
| Hunter        | Jamie Michie  |              |
| Alan          | Robert Jack   |              |
| Fergus        | Owen Whitelaw |              |

### Magyar változat
- Bemondó: Galambos Péter
- Magyar szöveg: Laki Mihály
- Hangmérnök: Schriffert László
- Vágó: Sári-Szemerédi Gabriella
- Gyártásvezető: Kincses Tamás
- Szinkronrendező: Nikas Dániel

A szinkront a Mafilm Audio Kft. készítette el.

## A film készítése
2020 októberében bejelentették, hogy James McAvoy és Claire Foy kapták meg a főszerepet a filmben, amelyet Christian Carion írt és rendezett, és amely a 2017-es, azonos című francia film remake-je. McAvoy a Graham Norton Show-ban való szereplése során azt állította, hogy nem kapta meg a forgatókönyvet vagy a párbeszédeket, ezért improvizálnia kellett.
A forgatás 2020 októberének végén kezdődött. Skóciában forgatták a filmet. A Lochaberben zajló forgatás a pozitív COVID-19 tesztet követően szünetelt.

## Megjelenés
A filmet két streaming-szolgáltató közösen adta ki; a Peacock 2021. szeptember 15-én és a The Roku Channel 2021. december 15-én.